# (6170) Levasseur
(6170) Levasseur es un asteroide perteneciente a asteroides que cruzan la órbita de Marte descubierto el 5 de abril de 1981 por Edward Bowell desde la Estación Anderson Mesa (condado de Coconino, cerca de Flagstaff, Arizona, Estados Unidos).

## Designación y nombre
Designado provisionalmente como 1981 GP. Fue nombrado Levasseur en homenaje a Anny-Chantal Levasseur-Regourd, profesora de la Universidad Paris VI. Científico planetario incisivo, Levasseur-Regourd trabaja en el Servicio de Astronomía del CNRS. Fue preseleccionada como astronauta, aunque su principal interés científico se refiere al medio interplanetario, la física de los cometas y las propiedades de dispersión de la luz del polvo. Levasseur-Regourd ha sido la investigadora principal de varios experimentos espaciales, incluida la sonda óptica Halley de la misión Giotto. A través de su investigación y enseñanza, anima activamente a las futuras generaciones de científicos.

## Características orbitales
Levasseur está situado a una distancia media del Sol de 2,351 ua, pudiendo alejarse hasta 3,102 ua y acercarse hasta 1,599 ua. Su excentricidad es 0,319 y la inclinación orbital 22,57 grados. Emplea 1316,87 días en completar una órbita alrededor del Sol.

## Características físicas
La magnitud absoluta de Levasseur es 13,4.